# آصف علی (بازیگر)
آصف علی (انگلیسی: Asif Ali؛ زادهٔ ۴ فوریه ۱۹۸۶) هنرپیشه، تهیه‌کنند و صداپیشه اهل هند است.
از فیلم‌ها یا برنامه‌های تلویزیونی که وی در آن نقش داشته‌است می‌توان به هدف دوگانه، ترافیک، ویولن، نارگیل لطیف آب عشق، دکتر لاو، هتل استاد، کابوی و شوهران در گوا اشاره کرد.